# Артемида-4
«Артемида-4» (англ. Artemis 4, официально — Artemis IV с римской цифрой в названии) — запланированный НАСА полёт космического корабля «Орион» на ракете-носителе Space Launch System. Планируется доставить четырёх астронавтов на лунную орбитальную станцию Lunar Gateway, а также высадить экипаж на поверхность Луны. Запуск корабля запланирован на сентябрь 2028 года.

## Обзор миссии
Основной целью миссии будет сборка космической станции Lunar Gateway. Благодаря этой миссии будет доставлен международный жилой модуль(с англ. — I-Hab habitat module) разработанный Европейским космическим агентством (ESA) и Японским космическим агентством (JAXA). Модуль будет пристыкован с Двигательно-энергетическим модулем и командно-жилым модулем.
Также «Артемида-4» станет первой миссией версии Block 1B ракеты — носителя Space Launch System

## Траектория

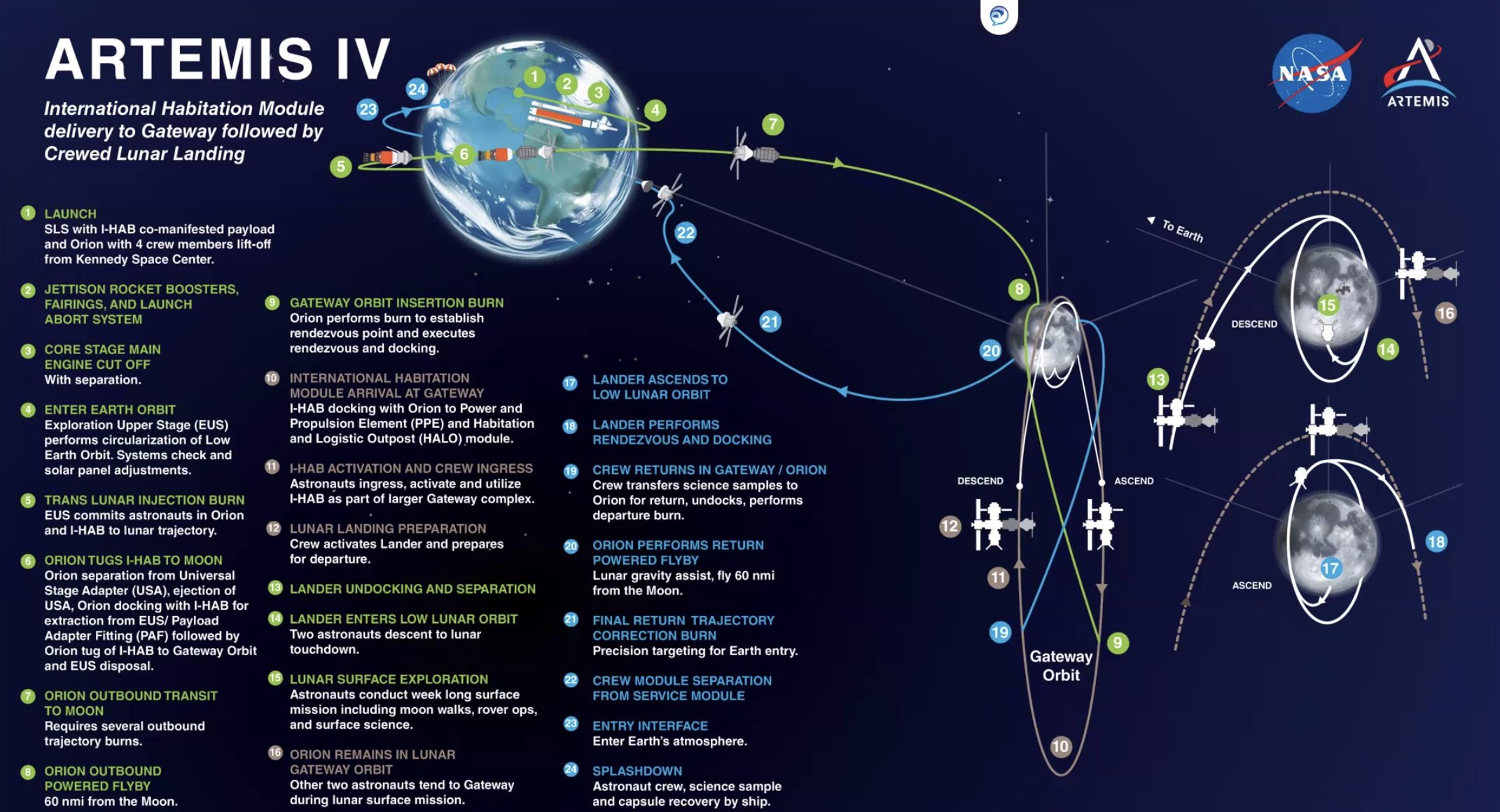
Планируемая траектория полёта «Артемиды-4»

## Ракета-носитель

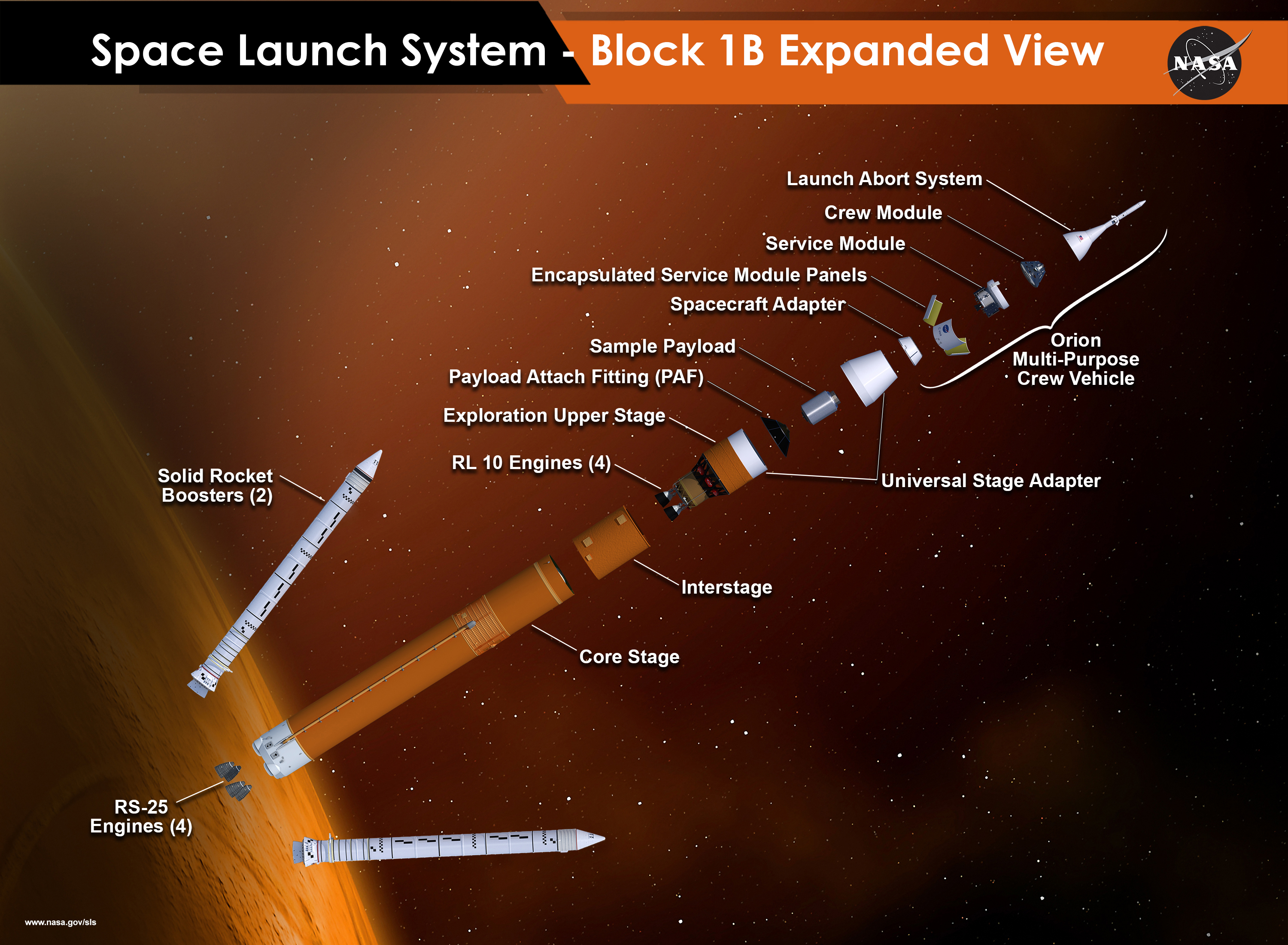
SLS Block 1B Crew

Space Launch System — ракета сверхтяжёлого класса, предназначенная для запуска космического корабля «Орион» с Земли на транслунную орбиту.